# Union sportive de Sidi Kacem
Maillots
L'Union Sportive Kacemi (en arabe : الاتحاد الرياضي القاسمي), plus couramment abrégé en USK, est un club marocain de football fondé en 1927 par des protecteurs français sous le nom de Union Sportive de Petitjean et basé dans la ville de Sidi Kacem (Petitjean anciennement).
Il évolue actuellement en Botola Pro2.

## Historique

### Époque coloniale (1927-1956)
Le club est fondé en 1927 sous le nom d'Union sportive de Petitjean, nom de la ville de Sidi Kacem durant la colonisation française, venant d'un capitaine de l'armée française qui s'était illustré non loin de là durant la pacification du Maroc. L'USP n'a jamais pu atteindre le plus haut niveau (Division d'Honneur) de la Ligue du Maroc de Football Association, bien que frôlant plusieurs fois la montée. Le club a joué la première finale de la coupe du Maroc au temps du protectorat français sans la gagner.
L'USP est battu à l'avant-dernier tour des éliminatoires marocaines pour participer à la Coupe d'Afrique du Nord de football 1954-1955 par l'Union sportive de Meknès sur le score de 2-0, le 28 novembre 1954.

### Débuts après l'indépendance en division inférieure (1956-1967)
La ville de Petitjean est renommée Sidi Kacem après l'indépendance du Maroc. Le club va naturellement être renommé Union sportive de Sidi Kacem. Le club ne se qualifie pas dans les barrages lui permettant d'être en première division du nouveau championnat marocain.
Après des années passées en  deuxième division, l'Union de Sidi Kacem remporte le championnat de deuxième division, et accède en première division en 1966.

### Heures de gloire (1967-1980)
Le club connaît par la suite, durant les années 70 et 80, ses "heures de gloire", avec un titre de vice-champion du Maroc en 1970 et deux finales de Coupe du Trône. L'USK termine 4ème lors de sa première saison dans l'élite en 1967-1968, puis 7ème la saison suivante. Très bonne performance pour un promu. Le club réussit la saison suivante la meilleure saison de son histoire en terminant 2ème derrière les FAR de Rabat, avec 64 points, soit 7 points derrière le champion. L'année suivante, l'USK termine 3ème à seulement 3 points du champion, la RS Settat.
En 1975, l'USK atteint pour la première fois de son histoire la finale de la coupe du Maroc, battu 2-0 par le Chabab Mohammédia. L'année suivante le club descend en seconde division mais remonte directement l'année d'après. En 1980, l'USK atteint à nouveau la finale où il est à nouveau défait par le Maghreb de Fès cette fois 1 but à zéro.

### Années noires (1996-2015)
Le club descend en 1995-1996 en seconde division ce qui marque le début de la chute du club qui ne va plus retrouver la première division. La descente continue en 2003 avec la chute en troisième division. L'USK remonte deux saisons plus tard en 2005 en terminant premier de sa poule. Mais l'instabilité au sein du club conduit à une nouvelle relégation en troisième division.

### Renouveau (2015-)
Lors de la saison 2015-2016, l'US Sidi Kacem remonte enfin en deuxième division au terme de la 30ème et dernière journée, en battant 1 but à zéro le Fath Ouislane Meknès. Le club termine avec un capital à 57 points contre seulement 52 pour l'US Taounate, dans la poule nord. L'USK joue ensuite le match pour remporter le titre face au Rapide Oued-Zem, champion de la poule Sud. L'USK est battu 2-0.
La saison 2016-2017 en deuxième division s'avère plutôt inattendue pour le club qui reste dans le podium en milieu de saison avant de s'écrouler et de terminer 10ème du classement. La saison suivante l'USK finit à 9ème et parvient toujours à se maintenir.

## Palmarès
- Championnat du Maroc de football :
  - Vice-champion : 1970

- Coupe du Maroc :
  - Finaliste : 1950, 1975 et 1980

- Championnat du Maroc de football D2 (4) :
  - Champion : 1967, 1978, 1983 et 1996

- Championnat du Maroc de football D3 (2) :
  - Champion : 1951, 2005
  - Vice-champion : 2016

## Image et identité

### Historique des noms officiels du club
À sa création en 1927, le club s'appelle Union Sportive de Petitjean. Après l'indépendance du Maroc en 1956, le club est renommé Union Sportive de Sidi Kacem. 
| Union sportive de Petitjean |
| --------------------------- |

| Union sportive de Sidi Kacem |
| ---------------------------- |

### Couleurs et évolution du blason
Les couleurs du club sont le rouge et le noir. La mascotte du club est le cheval. "العود"

Logo de l'USK

## Personnalités du club

### Historique des présidents
Le club a eu de grands présidents dont on peut noter  Akrim Ahmed connu par haj Lahbib ou Gros Haj Ahmed Dlimi et Driss Garti et maintenant géré par Mr BENRHIMOU Mohamed et Mr ZAHIR BACHIR comme vice président

### Joueurs emblématiques
Le club a connu de grands joueurs qui ont joué pour l'équipe nationale, que ce soit en coupe du monde ou coupe d’Afrique. Parmi-eu on a les frères Ben Driss, Amri, Dahan, Sliten, Chaoui, Garti, la famille Regragui (Sellam, Kabour, Mohamed et Hassan), l’international Larbi Chebbak, Semmat, Saoui puis la génération des Rachid Taoussi, Habboub,Bzioua, Bsila, Gouchi, Loumari, Kerroum, Granti, Kasmi, Atif, Joud, Ghalem, Ait Salah et Zait.

## Infrastructures du club

### Stades
L'USK jouait dans le Stade Abdelkader-Allam situé dans la ville de Sidi Kacem au Maroc. Son nom provient du Colonel Abdelkader El Allam née à Sidi Kacem, commandant de la force expéditionnaire du Maroc lors de la guerre du Kippour, il meurt durant les combats et enterré à Quneitra en Syrie. En 2016 le stade a été fermé pour des rénovations, et l'USK s'est trouvée au stade municipale du club Machra Bel Ksiri situé à 45 KM de Sidi Kacem 